# Точка опори (гурт)
Точка Опори (або скорочено — Т. О.) — український рок-гурт, створений 16 березня 2008 року у Києві. Лідером та вокалістом гурту є Максим Зайцев.

## Історія
Датою створення гурту вважається 16 березня 2008 року, коли відбулася перша спільна репетиція в Києві.
З цього моменту новостворений гурт проводив репетиції постійно, учасники писали тексти та музику до своїх пісень і викладали їх в мережі Інтернет. Вже тоді група почала набирати популярність серед користувачів соціальних мереж.
Далі "Точку Опори" почали запрошувати організатори музичних заходів. За своє коротке існування гурт брав участь у кількох десятках українських фестивалів.

### Стиль музики
Стиль музики постійно змінюється протягом усього існування гурту.

Учасники так висловилися з цього приводу:
|  | Наразі важко сказати щось конкретне про стиль музики, адже не хочеться брати політ душі в якісь жорсткі рамки. Люди, що нас чули, по різному описують стиль, доходило навіть до „російського року“, але ми граємо те, що нам подобається і прагнемо донести це до людей небайдужих і мислячих. |

На даний момент учасники гурту більш схиляються до альтернативного металу, та жартома називають свій стиль — UkroCore.
В 2021 році треком Лети долучились до проєкта Руслана Горового "Так працює пам'ять", присвяченого Дані Дідіку та всім, хто загинув за незалежність України.

### Дискографія
Не зважаючи на комерційний успіх, гурт почав записувати альбоми лише в 2013 році.
Станом на 2015 рік на рахунку гурту два повнометражні альбоми та один міні-альбом.
| Рік  | Альбом         | Вид                     |
| ---- | -------------- | ----------------------- |
| 2014 | Без Вагань     | Студійний альбом        |
| 2014 | Без Слів       | Інструментальний альбом |
| 2015 | Попіл й Дим    | Сингл / міні-альбом     |
| 2016 | На Згарищі Раю | Студійний Альбом        |

### Склад
Склад гурту мінявся та укомплектовувався поступово, протягом майже двох років. Цей процес тривав, доки не сформувався більш-менш сталий основний склад. 
На даний момент гурт складається чотирьох учасників:
- Макс Зайцев — вокал, гітара, тексти пісень
- Іванна Єрьоміна — вокал, тексти пісень

- Іван Басилко — бас-гітара
- Богдан Аврамчук — ударні

Колишні учасники:
- Едуард Кондратюк — барабани, тексти пісень
- Олександра Пономаренко — клавішні

- Кирило Алексєєв — вокал, беквокал
- Віталій Гітарос — гітара, мелодіЇ
- Сніжана Абдулліна  — вокал, беквокал
- Антон Черниш - гітара